# Участковый суд (Люденшайд)
Участковый суд Люденшайда (нем. Amtsgericht Lüdenscheid) — бывшее здание суда общей юрисдикции в городе Люденшайд; судебная инстанция первоначально располагалась в здании, построенном в 1844 году, а затем — вплоть до 2004 года — в неоренессансном здании, построенном в 1905—1907 годах.

## История и описание
Город Люденшайд является местом размещения участкового суда района Меркиш (земля Северный Рейн-Вестфалия). Площадь судебного округа составляет около 202 квадратных километров: он простирается до городов Люденшайд и Хальфер до общины Шальксмюле; на его территории проживает около ста тысяч человек. Суд по семейным делам также относится к округу Люденшайд: местные органы ответственны и за разбор дел общин Кирспе и Майнерцхаген. По вопросам содержания под стражей участковый суд Люденшайда тесно сотрудничает с участковый судом района Альтена. Особенностью немецкой правовой системы является наличие такого института как «сельскохозяйственные суды» — его обязанности также возложены на суд Люденшайда, рассматривающий также дела в районах Альтена, Майнерцхаген и Плеттенберг. Реестр торговых, кооперативных и общественных объединений, расположенных на подведомственной суду Люденшайда территориях, ведется в участковом суде города Изерлон, а за судопроизводство по делам о неплатежеспособности, несостоятельности и банкротствам отвечает районный суд города Хаген. Вышестоящим судом по отношению к участковому суду Люденшайда является районный суд Хагена.
Первоначально участковый суд Люденшайда размещался в здании, построенном в 1844 году на улице Штабергер, дом 3; затем — до 2004 года — он находился в нескольких нео-ренессансных корпусах, построенных с 1905 по 1907 год на улице Филиппштрассе, дом 29. Данный комплекс трехэтажных отштукатуренных зданий с шатровыми крышами, покрытыми шифером, является памятником архитектуры и охраняется городскими властями как пример застройки города начала века. С 2004 года суд размещается в бывшем здании налоговой инспекции по адресу улица Дукатенвег, дом 6.